# John Baptist Kakubi
John Baptist Kakubi (23 de setembro de 1929 – 11 de fevereiro de 2016) foi um bispo católico romano.
Ordenado sacerdote, em 1960, para o que é agora a Arquidiocese Católica Romana de Mbarara, Uganda, Kakubi foi nomeado bispo da diocese de Mbarara em 1969 e serviu até 1991.